# Štvrtok
Štvrtok (hongrois : Vágcsütörtök) est un village de Slovaquie situé dans la région de Trenčín.

## Histoire
La première mention écrite du village date de 1477.

## Démographie

### Évolution de la population
| Année:               | 1994. | 2004.   | 2014.   | 2024.    |
| -------------------- | ----- | ------- | ------- | -------- |
| Nombre de personnes: | 340   | 368     | 351     | 478      |
| Différence:          |       | +8,23 % | -4,61 % | +36,18 % |

| Année:               | 2023. | 2024.   |
| -------------------- | ----- | ------- |
| Nombre de personnes: | 483   | 478     |
| Différence:          |       | -1,03 % |